# سافونغا
سافونغا (بالإنجليزية: Savoonga, Alaska) هي مدينة تقع في ولاية ألاسكا في الولايات المتحدة. تبلغ مساحة هذه المدينة 15.8 (كم²)، وترتفع عن سطح البحر 0 م، بلغ عدد سكانها 671 نسمة في عام 2010 حسب إحصاء مكتب تعداد الولايات المتحدة.

## التركيبة السكانية
حدّد مكتب تعداد الولايات المتحدة بيانات التركيبة السكانية لسافونغا في تعداد الولايات المتحدة. في ما يلي، التركيبة السكانية حسب تعدادي 2000 و2010.

### تعداد عام 2000
بلغ عدد سكان سافونغا 643 نسمة بحسب تعداد عام 2000، وبلغ عدد الأسر 145 أسرة وعدد العائلات 114 عائلة مقيمة في المدينة. في حين سجلت الكثافة السكانية 42.3 نسمة لكل كيلومتر مربع (109.6/ميل2). وبلغ عدد الوحدات السكنية 160 وحدة بمتوسط كثافة قدره 10.5 لكل كيلومتر مربع (27.2/ميل2).
وتوزع التركيب العرقي للمدينة بنسبة 4.35% من البيض و95.33% من الأمريكيين الأصليين و0.16% من الأمريكيين ذوي الأصول الآسيوية و0.16% من عرقين مختلطين أو أكثر.
بلغ عدد الأسر 145 أسرة كانت نسبة 66.2% منها لديها أطفال تحت سن الثامنة عشر تعيش معهم، وبلغت نسبة الأزواج القاطنين مع بعضهم البعض 49.7% من أصل المجموع الكلي للأسر، ونسبة 15.9% من الأسر كان لديها معيلات من الإناث دون وجود شريك، بينما كانت نسبة 13.1% من الأسر لديها معيلون من الذكور دون وجود شريكة وكانت نسبة 21.4% من غير العائلات. تألفت نسبة 16.6% من أصل جميع الأسر من عدة أفراد يعيشون في نفس المنزل ونسبة 0.7% كانت تتألف من شخص يعيش بمفرده يبلغ من العمر 65 عاماً أو أكثر. وبلغ متوسط حجم الأسرة المعيشية 4.43، أما متوسط حجم العائلات فبلغ 5.22.
بلغ العمر الوسطي للسكان 25.5 عاماً. وكانت نسبة 36.1% من القاطنين تحت سن الثامنة عشر، وكانت نسبة 13.2% بين الثامنة عشر والرابعة والعشرين عاماً، ونسبة 28.6% كانت واقعةً في الفئة العمرية ما بين الخامسة والعشرين والرابعة والأربعين عاماً، ونسبة 16.5% كانت ما بين الخامسة والأربعين والرابعة والستين، ونسبة 5.6% كانت ضمن فئة الخامسة والستين عاماً فما فوق. يوجد لكل 100 أنثى 101.6 ذكر، ويوجد لكل 100 أنثى في الثامنة عشر من عمرها فما فوق 115.2 ذكر.
بلغ متوسط دخل الأسرة في المدينة 23,438 دولارًا، أما متوسط دخل العائلة فبلغ 27,917 دولارًا. وكان متوسط دخل الذكور 30,500 دولارًا مقابل 29,167 دولارًا للإناث. وسجل دخل الفرد الخاص بالمدينة 7,725 دولارًا. وكانت نسبة 29.3% من العائلات ونسبة 29.1% من السكان تحت خط الفقر، وكان من هؤلاء نسبة 40.6% تحت سن الثامنة عشر ونسبة 9.8% في الخامسة والستين من العمر وما فوق.

### تعداد عام 2010
بلغ عدد سكان سافونغا 671 نسمة بحسب تعداد عام 2010، وبلغ عدد الأسر 166 أسرة وعدد العائلات 134 عائلة مقيمة في المدينة. في حين سجلت الكثافة السكانية 44.1 نسمة لكل كيلومتر مربع (114.2/ميل2). وبلغ عدد الوحدات السكنية 185 وحدة بمتوسط كثافة قدره 12.2 لكل كيلومتر مربع (31.6/ميل2).
وتوزع التركيب العرقي للمدينة بنسبة 4.92% من البيض و94.49% من الأمريكيين الأصليين و0.15% من الأمريكيين ذوي الأصول الآسيوية و0.45% من عرقين مختلطين أو أكثر.
بلغ عدد الأسر 166 أسرة كانت نسبة 60.8% منها لديها أطفال تحت سن الثامنة عشر تعيش معهم، وبلغت نسبة الأزواج القاطنين مع بعضهم البعض 40.4% من أصل المجموع الكلي للأسر، ونسبة 15.1% من الأسر كان لديها معيلات من الإناث دون وجود شريك، بينما كانت نسبة 25.3% من الأسر لديها معيلون من الذكور دون وجود شريكة وكانت نسبة 19.3% من غير العائلات. تألفت نسبة 15.7% من أصل جميع الأسر من عدة أفراد يعيشون في نفس المنزل ونسبة 3.6% كانت تتألف من شخص يعيش بمفرده يبلغ من العمر 65 عاماً أو أكثر. وبلغ متوسط حجم الأسرة المعيشية 4.04، أما متوسط حجم العائلات فبلغ 4.51.
بلغ العمر الوسطي للسكان 26.6 عاماً. وكانت نسبة 32.5% من القاطنين تحت سن الثامنة عشر، وكانت نسبة 15.4% بين الثامنة عشر والرابعة والعشرين عاماً، ونسبة 22.2% كانت واقعةً في الفئة العمرية ما بين الخامسة والعشرين والرابعة والأربعين عاماً، ونسبة 21.8% كانت ما بين الخامسة والأربعين والرابعة والستين، ونسبة 8.2% كانت ضمن فئة الخامسة والستين عاماً فما فوق. وتوزع التركيب الجنسي للسكان بنسبة 51.7% ذكور و48.3% إناث.

## المناخ
يظهر الجدول التالي التغييرات المناخية على مدار السنة لسافونغا:
| البيانات المناخية لـسافونغا       | البيانات المناخية لـسافونغا | البيانات المناخية لـسافونغا | البيانات المناخية لـسافونغا | البيانات المناخية لـسافونغا | البيانات المناخية لـسافونغا | البيانات المناخية لـسافونغا | البيانات المناخية لـسافونغا | البيانات المناخية لـسافونغا | البيانات المناخية لـسافونغا | البيانات المناخية لـسافونغا | البيانات المناخية لـسافونغا | البيانات المناخية لـسافونغا | البيانات المناخية لـسافونغا |
| الشهر                             | يناير                       | فبراير                      | مارس                        | أبريل                       | مايو                        | يونيو                       | يوليو                       | أغسطس                       | سبتمبر                      | أكتوبر                      | نوفمبر                      | ديسمبر                      | المعدل السنوي               |
| --------------------------------- | --------------------------- | --------------------------- | --------------------------- | --------------------------- | --------------------------- | --------------------------- | --------------------------- | --------------------------- | --------------------------- | --------------------------- | --------------------------- | --------------------------- | --------------------------- |
| الدرجة القصوى °ف (°م)             | 48 (9)                      | 43 (6)                      | 48 (9)                      | 44 (7)                      | 53 (12)                     | 63 (17)                     | 68 (20)                     | 66 (19)                     | 57 (14)                     | 50 (10)                     | 42 (6)                      | 45 (7)                      | 68 (20)                     |
| متوسط درجة الحرارة الكبرى °ف (°م) | 15.0 (−9.4)                 | 8.5 (−13.1)                 | 15.1 (−9.4)                 | 23.0 (−5.0)                 | 35.2 (1.8)                  | 44.6 (7.0)                  | 51.8 (11.0)                 | 50.5 (10.3)                 | 44.4 (6.9)                  | 34.3 (1.3)                  | 27.2 (−2.7)                 | 12.6 (−10.8)                | 30.2 (−1.0)                 |
| المتوسط اليومي °ف (°م)            | 9.6 (−12.4)                 | 2.7 (−16.3)                 | 8.4 (−13.1)                 | 16.6 (−8.6)                 | 31.9 (−0.1)                 | 39.8 (4.3)                  | 46.9 (8.3)                  | 46.9 (8.3)                  | 41.3 (5.2)                  | 31.5 (−0.3)                 | 23.8 (−4.6)                 | 8.3 (−13.2)                 | 25.6 (−3.5)                 |
| متوسط درجة الحرارة الصغرى °ف (°م) | 4.1 (−15.5)                 | −3.2 (−19.6)                | 1.7 (−16.8)                 | 10.1 (−12.2)                | 26.5 (−3.1)                 | 34.9 (1.6)                  | 42.1 (5.6)                  | 43.4 (6.3)                  | 38.1 (3.4)                  | 28.6 (−1.9)                 | 20.3 (−6.5)                 | 3.9 (−15.6)                 | 20.9 (−6.2)                 |
| أدنى درجة حرارة °ف (°م)           | −27 (−33)                   | −36 (−38)                   | −32 (−36)                   | −16 (−27)                   | −4 (−20)                    | 25 (−4)                     | 32 (0)                      | 32 (0)                      | 24 (−4)                     | 3 (−16)                     | −9 (−23)                    | −26 (−32)                   | −36 (−38)                   |
| الهطول إنش (مم)                   | 1.03 (26)                   | 0.85 (22)                   | 1.08 (27)                   | 0.83 (21)                   | 0.61 (15)                   | 0.57 (14)                   | 1.19 (30)                   | 3.14 (80)                   | 2.94 (75)                   | 2.90 (74)                   | 1.57 (40)                   | 0.60 (15)                   | 17.31 (439)                 |
| متوسط تساقط الثلوج إنش (سم)       | 9.0 (23)                    | 8.4 (21)                    | 9.9 (25)                    | 7.9 (20)                    | 3.2 (8.1)                   | 0.3 (0.76)                  | 0.0 (0.0)                   | 0.0 (0.0)                   | 0.7 (1.8)                   | 9.4 (24)                    | 12.3 (31)                   | 7.5 (19)                    | 68.6 (173.66)               |
| المصدر: WRCC                      |                             |                             |                             |                             |                             |                             |                             |                             |                             |                             |                             |                             |                             |

## وصلات خارجية
- Community Information نسخة محفوظة 24 فبراير 2014 على موقع واي باك مشين.